# Mesorhaga stylata
Mesorhaga stylata är en tvåvingeart som beskrevs av Becker 1922. Mesorhaga stylata ingår i släktet Mesorhaga och familjen styltflugor.
Artens utbredningsområde är Taiwan. Inga underarter finns listade i Catalogue of Life.